# Groupe de NGC 691
Le groupe de NGC 691 comprend au moins dix galaxies et sans doute une onzième situées dans la constellation du Bélier. La distance moyenne entre ce groupe et la Voie lactée est d'environ 38,8 Mpc (∼127 millions d'al).
Sept galaxies de ce groupe inscrites dans l'article d'Abraham Mahtessian paru en 1998 et dans l'article d'A.M. Garcia paru en 1993 sont IC 163, NGC 678, NGC 680, NGC 691, NGC 694, IC 167 et NGC 697 (=NGC 674). À ces sept galaxies, s'ajoutent 3 autres petites galaxies inscrites dans la l'article d'A.M. Garcia, soit UGC 1287, UGC 1294 et UGC 1490. La galaxie IC 1730 pourrait s'ajouter à ce groupe, car elle est dans la même région du ciel et à une distance comparable. La galaxie la plus brillante du groupe est NGC 691 et la plus grosse est NGC 678. 
La galaxie la plus brillante du groupe est NGC 691 et la plus grosse est NGC 678. 

## Membres
Le tableau ci-dessous liste les dox galaxies qui sont indiquées dans l'article d'Abraham Mahtessian paru en 1998. La dernière galaxie, IC 1730, n'est pas inscrite dans l'article d'Abraham Mahtessian ou d'A.M Garcia, mais elle fait sans doute partie de ce groupe.  
| Nom      | Classification | Type                        | α (J2000.0)   | δ (J2000.0) | Vitesse radiale (km/s) | Magnitude apparente | Distance (Mpc) | Diamètre (kal) |
| -------- | -------------- | --------------------------- | ------------- | ----------- | ---------------------- | ------------------- | -------------- | -------------- |
| NGC 691  | SA(rs)bc       | Spirale                     | 01h 50m 41.7s | 21° 45′ 36″ | 2662 ± 2               | 11,4                | 35,2 ± 2,5     | 132            |
| IC 163   | SBdm           | Spirale barrée magellanique | 01h 49m 15.0s | 20° 42′ 41″ | 2749 ± 1               | 13,0                | 36,4 ± 2,6     | 52             |
| NGC 678  | SB(s)b?        | Spirale barrée              | 01h 49m 24.8s | 21° 59′ 50″ | 2835 ± 4               | 12,2                | 37,7 ± 2,7     | 121            |
| NGC 680  | E+ pec:        | Elliptique                  | 01h 49m 47.3s | 21° 58′ 15″ | 2928 ± 5               | 11,9                | 39,1 ± 2,8     | 98             |
| NGC 694  | Sc? pec        | Spirale                     | 01h 50m 58.5s | 21° 59′ 51″ | 2950 ± 4               | 13,7                | 39,5 ± 2,8     | 97             |
| IC 167   | SAB(s)c        | Spirale intermédiaire       | 01h 51m 08.5s | 21° 54′ 46″ | 2931 ± 2               | 13,1                | 39,3 ± 2,8     | 64             |
| NGC 674  | SAB(r)c?       | Spirale intermédiaire       | 01h 51m 17.6s | 22° 21′ 29″ | 3090 ± 2               | 12,0                | 41,5 ± 2,9     | 156            |
| UGC 1287 | Im             | Irrégulière magellanique    | 01h 49m 44.0s | 22° 22′ 28″ | 2964 ± 5               | 14,003 ± 0,0241     | 39,6 ± 2,8     | 49             |
| UGC 1294 | Im?            | Irrégulière magellanique    | 01h 50m 13.3s | 23° 09′ 31″ | 2856 ± 6               | 13,807 ± 0,0471     | 38,0 ± 2,7     | 29             |
| UGC 1490 | S?             | Spirale                     | 00h 00m 32.2s | 21° 17′ 15″ | 3076 ± 4               | 13,78               | 41,4 ± 2,9     | 29             |
| IC 1730  | SO??           | Lenticulaire                | 01h 49m 57.9s | 22° 00′ 44″ | 2959 ± 23              | 14,4                | 39,5 ± 2,8     | 24             |

- 1Dans le proche infrarouge

Le site DeepskyLog permet de trouver aisément les constellations des galaxies mentionnées dans ce tableau ou si elles ne s'y trouvent pas, l'outil du site constellation permet de le faire à l'aide des coordonnées de la galaxie. Sauf indication contraire, les données proviennent du site NASA/IPAC.